# Capo Naturaliste

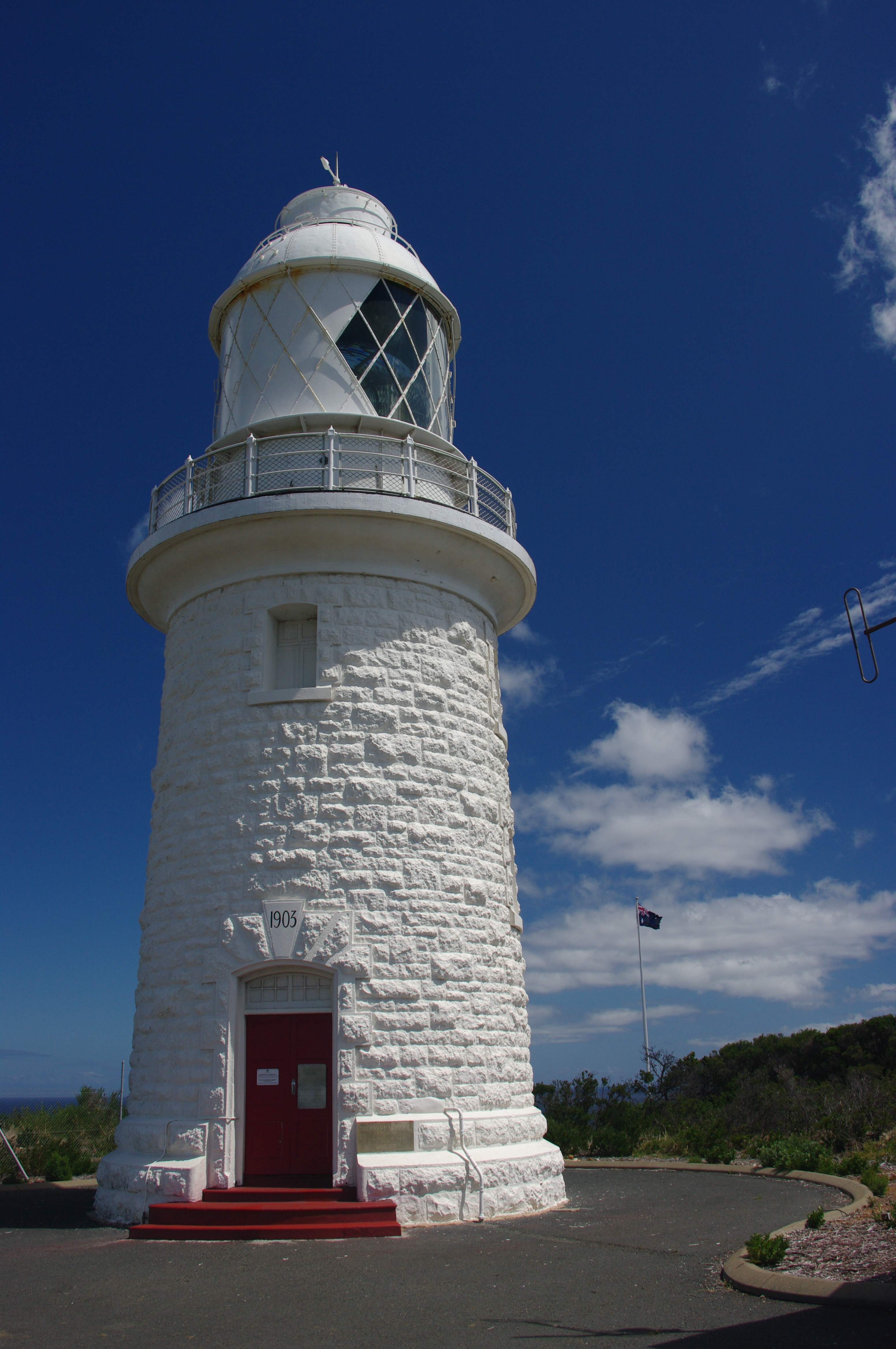
Il faro di Capo Naturaliste

Il capo Naturaliste è un promontorio nella regione sudoccidentale dell'Australia Occidentale, situato sull'estremo occidentale della baia Géographe.
È il punto più settentrionale della dorsale Leeuwin-Naturaliste Ridge, inclusa nel parco nazionale Leeuwin-Naturaliste. 

## Etimologia

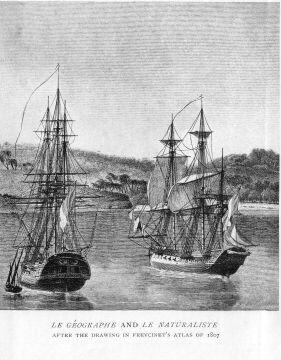
Le due corvette Le Naturaliste e Le Géographe della spedizione Baudin.

La denominazione del capo, come quella della fossa Naturaliste e del plateau Naturaliste, derivano dal nome della corvetta francese Le Naturaliste che, comandata dall'allora capitano di fregata Emmanuel Hamelin, assieme all'altra corvetta Le Géographe comandata dal capitano Nicolas Baudin,  fece parte della spedizione Baudin alle terre australi. La spedizione partì dal porto francese di Le Havre il 19 ottobre 1880 e la Naturaliste vi fece ritorno nel giugno 1803.    
Il 30 maggio 1801 il capitano Baudin si fermò nella baia antistante il promontorio nel corso della mappatura delle coste di quella che allora veniva chiamata la Nuova Olanda. Baudin chiamò baia Géographe e capo Naturaliste le due entità, dal nome rispettivamente della sua nave ammiraglia, la corvetta Le Géographe, e dell'altra corvetta della spedizione Le Naturaliste.

## Caratteristiche
L'area attorno al promontorio è pianeggiante con alcune colline nella parte meridionale. Il punto più elevato del promontorio si trova a 120 m di altitudine e a 1,5  km dalla capo vero e proprio; è la zona residenziale dove vivono gli abitanti.

## Clima
Il clima è temperato, con una temperatura media di 16 °C. I mesi più caldi sono gennaio, con una temperatura media di 22 °C, mentre il mese più freddo è luglio, con 10 °C. Le precipitazioni totali sono di 1.201 millimetri di pioggia all'anno. Il mese più piovoso è maggio, con 210 millimetri di pioggia; il mese più secco è gennaio con 9 millimetri di pioggia.

## Insediamenti
L'insediamento più vicino è Bunker Bay, inizialmente un raggruppamento di baracche e capanne usate per la vacanza e che nel tempo si è evoluto in abitazioni residenziali di lusso oltre che in spiaggia popolare. Più ad est a 12,3 km di distanza si incontra il villaggio di Dunsborough, di origini più antiche, mentre ancora più a est verso Perth si trova Busselton.